# Paul Stamets (Star Trek)
Paul Stamets es un personaje de la franquicia de ciencia ficción Star Trek. Aparece en la serie de televisión Star Trek: Discovery. Stamets es interpretado por el actor Anthony Rapp. El personaje es parte de la primera pareja de personajes regulares abiertamente homosexuales en una serie de televisión de Star Trek. Es un científico e ingeniero que combina la física y la micología en un método ficticio para viajes instantáneos más rápidos que la luz. El ficticio Paul Stamets lleva el nombre del conocido micólogo aficionado Paul Stamets.

## Concepto y casting
Se reveló que Rapp había sido elegido para interpretar a Stamets en noviembre de 2016. Originalmente fue elegido para un papel diferente y más pequeño, pero cuando se habló de actores homosexuales que podrían interpretar al personaje de Stamets, los productores ejecutivos se dieron cuenta de que Rapp era el actor que querían para desempeñar ese papel en su lugar. No hizo ninguna audición para ninguno de los papeles. El 11 de abril de 2018, se reveló que Rapp retomaría su papel para la segunda temporada de la serie. En octubre de 2019, se confirmó la aparición de Stamet en la tercera temporada. Un año después, junto con el anuncio de la cuarta temporada, se reveló que Rapp continuaría interpretando su papel.

## Caracterización
Stamets y Culber son conjuntamente los primeros personajes abiertamente homosexuales en una serie de Star Trek, y los productores "querían desplegar la sexualidad de ese personaje de la misma manera que la gente desplegaría su sexualidad en la vida". Rapp notó que Hikaru Sulu fue retratado como gay en la película Star Trek Beyond, y calificó eso como "un lindo gesto de asentimiento. Pero en este caso, en realidad podemos verme con mi compañero en una conversación, en nuestra vivienda, puedes ver nuestra relación a lo largo del tiempo, tratada como se trataría cualquier otra relación".
En la serie, Stamets habla a menudo de hongos en el espacio. Más tarde, Stamets desarrolla la ciencia micológica contemporánea del mundo real en conceptos de ciencia ficción. Stamets cree que el universo está organizado por esporas y micelios como los "bloques de construcción de la energía en todo el universo". Stamets está inspirado en un micólogo de la vida real del mismo nombre, a quien Fuller había presentado a los escritores de la serie desde el principio después de interesarse en su investigación sobre las esporas. La perspectiva del personaje de que la física y la biología son cuantificablemente lo mismo también proviene de las investigaciones y teorías del verdadero Stamets.

## Recepción
Varias publicaciones describieron cómo el personaje sentó un precedente tanto en el mundo de Star Trek como en los medios de comunicación en general como una representación de un personaje gay.